# Xiaomi Black Shark
Xiaomi Black Shark è uno smartphone prodotto nel 2018 da Xiaomi in concorrenza con il Rogphone della ASUS e il Razer Phone di Razer. È il primo modello gaming di Xiaomi, che poi lo renderà un brand indipendente.

## Specifiche
È equipaggiato con uno snapdragon 845 8 core 2,8 GHZ , 6/8/10 gb di ram a seconda del modello (10 gb solo nel modello helo), gpu adreno 630 e sistema di raffreddamento a liquido con camera di vapore.
L'antenna è posizionata sul retro del telefono ed ha una forma ad x.

## Design
Il design del telefono è molto particolare caratterizzato dal tema dei triangoli sulla parte posteriore (tema che viene ripreso dallo sfondo di serie). 
- Frontale: è presente il tasto centrale con sensore di impronta e ai lati 2 tasti "soft touch" neri invisibili ed in alto la fotocamera.
- Retro: il retro è molto geometrico incentrato sulla forma della x (come l'antenna) e dei triangoli , al centro vi è un led di notifica con la S di shark; in alto è posta una doppia fotocamera con flash
- Lati: sul lato sinistro vi è lo slot dual sim e il tasto shark space (che attiva la modalità gioco); mentre sul lato destro ci sono i tasti del volume e il tasto di accensione.

## Shark space
Attivando la modalità shark space dal tasto posto sul lato sinistro si ha un aumento delle prestazioni (a discapito della batteria) che permette un gaming molto fluido ad alti fps, inoltre apre un menu che mostra i giochi installati sul dispositivo. Scorrendo con il dito verso il basso sul sensore di impronta si apre un menù a tendina che permette di bloccare chiamate, messaggi, servizi in background, liberare la ram e configurare il joistick. 

## Commercializzazione
Inizialmente ideato solo per il mercato cinese e poi esportato nel resto del mondo grazie agli ecommerce (non dai mi store). Viene venduto insieme ad un joystick laterale caratteristico del modello.